# 이 라이트 노벨이 대단해!
《이 라이트 노벨이 대단해!》(このライトノベルがすごい!)는 타카라지마샤가 발행하는 라이트 노벨 가이드 북이다. 2004년 12월에 발행되었으며, 매년 1회 발행되고 있다.

## 개요
예년 12월 초, 1년에 1회 발행되는 라이트 노벨의 가이드 북이다. 매년 발행에 앞서, 독자를 상대로 한 작품 및 캐릭터의 인기 투표가 이루어져 그 결과를 기초로 순위를 매기는 점이 특징. 본 책의 내용은, 순위의 발표와 작품 장르별 상세 소개, 랭킹 1위인 작품 저자와의 인터뷰, 그 년도에 일어난 라이트 노벨 관련 사건의 내용, 앞으로의 라이트 노벨 업계의 전망, 작품에서의 명대사 등 광범위한 내용을 다루고 있다. 책의 이름은 같은 출판사가 1년에 1회 발행하는 《이 미스터리가 대단해!》에서 유래된 것으로 보인다. 랭킹에 들어간 작품의 대부분이 입상을 알리는 캐치카피를 다는 등, 상업적인 역할도 맡고 있다. 인기 작품으로 주목을 끌어 애니메이션으로 만들어진 작품도 많다.
상위 입상 작품은 라이트 노벨의 특징상 시리즈 작품이 많다. 단편 작품 중에선 2006년도에 3위를 기록한 사쿠라바 카즈키의 '사탕과자 탄환은 꿰뚫지 못해'가 있다.

## 작품 부문 랭킹 TOP 15

### 2005년
| 순위 | 작품명 혹은 시리즈명      | 저자              | 일러스트레이터  | 레이블               |
| ---- | ------------------------- | ----------------- | --------------- | -------------------- |
| 1    | 스즈미야 하루히 시리즈    | 타니가와 나가루   | 이토 노이지     | 가도카와 스니커 문고 |
| 2    | 헛소리 시리즈             | 니시오 이신       | 타케            | 코단샤 노벨          |
| 3    | 악마의 파트너             | 우에오 히사미츠   | 후지타 카오리   | 전격 문고            |
| 4    | 유혈 여신전               | 스기 시노부       | 후나토 아카리   | 코발트 문고          |
| 5    | 바카노!                   | 나리타 료우고     | 에나미 카츠미   | 전격 문고            |
| 6    | 나나히메                  | 타카노 와타루     | 오타니 오사무   | 전격 문고            |
| 7    | 하늘의 종이 울리는 별에서 | 와타세 소이치로   | 이와사키 미나코 | 전격 문고            |
| 8    | 앨리슨                    | 시구사와 케이이치 | 쿠로보시 코하쿠 | 전격 문고            |
| 9    | 박살천사 도쿠로           | 오카유 마사키     | 토리시모        | 전격 문고            |
| 10   | 카오스 레기온             | 우부카타 토우     | 유이카 사토루   | 후지미 판타지아 문고 |
| 11   | 종말의 크로니클           | 카와카미 미노루   | 사도야스        | 전격 문고            |
| 12   | 은반 컬라이더스코프       | 카이바라 레이     | 스즈히라 히로   | 슈퍼 대시 문고       |
| 13   | D크랙커즈                 | 아자노 코우헤이   | 무라사키 히사토 | 후지미 미스테리 문고 |
| 14   | 낙원의 마녀들             | 키카와 사토미     | 뭇치리무우니이  | 코발트 문고          |
| 15   | 마리아님이 보고계셔       | 히비키 레이네     | 콘노 오유키     | 코발트 문고          |

### 2006년
| 순위 | 작품명 혹은 시리즈명        | 저자              | 일러스트레이터  | 레이블               |
| ---- | --------------------------- | ----------------- | --------------- | -------------------- |
| 1    | 헛소리 시리즈               | 니시오 이신       | 타케            | 코단샤 노벨          |
| 2    | 키노의 여행                 | 시구사와 케이이치 | 쿠로보시 코하쿠 | 전격 문고            |
| 3    | 사탕과자 탄환은 꿰뚫지 못해 | 사쿠라바 카즈키   | 없음            | 후지미 미스터리 문고 |
| 4    | 하늘의 종이 울리는 별에서   | 와타세 소이치로   | 이와사키 미나코 | 전격 문고            |
| 5    | 종말의 크로니클             | 카와카미 미노루   | 사도야스        | 전격 문고            |
| 6    | 스즈미야 하루히 시리즈      | 타니가와 나가루   | 이토 노이지     | 가도카와 스니커 문고 |
| 7    | 우리들의 타무라             | 타케미야 유유코   | 야스            | 전격 문고            |
| 8    | 그러나 죄인은 용과 춤춘다   | 아사이 라보       | 미야기          | 가도카와 스니커 문고 |
| 8    | All You Need Is Kill        | 사쿠라자카 히로시 | 아베 요시토시   | 슈퍼 대시 문고       |
| 10   | 반쪽 달이 떠오르는 하늘     | 하시모토 츠무구   | 야마모토 케이지 | 전격 문고            |
| 11   | 전파적 그녀                 | 카타야마 켄타로   | 야마모토 야마토 | 슈퍼 대시 문고       |
| 12   | 듀라라라!!                  | 나리타 료우고     | 야스다 스즈히토 | 전격 문고            |
| 13   | 풀 메탈 패닉!               | 가토 쇼우지       | 시키 도우지     | 후지미 판타지아 문고 |
| 14   | 오늘부터 마왕               | 타카바야시 토모   | 마츠모토 테마리 | 카도카와 빈즈 문고   |
| 15   | 작안의 샤나                 | 타카하시 야시치로 | 이토 노이지     | 전격 문고            |

### 2007년
| 순위 | 작품명 혹은 시리즈명      | 저자              | 일러스트레이터    | 레이블               |
| ---- | ------------------------- | ----------------- | ----------------- | -------------------- |
| 1    | 늑대와 향신료             | 하세쿠라 이스나   | 아야쿠라 쥬우     | 전격 문고            |
| 2    | 스즈미야 하루히 시리즈    | 타니가와 나가루   | 이토 노이지       | 가도카와 스니커 문고 |
| 3    | 헛소리 시리즈             | 니시오 이신       | 타케              | 코단샤 노벨          |
| 4    | 반쪽 달이 떠오르는 하늘   | 하시모토 츠무구   | 야마모토 케이지   | 전격 문고            |
| 5    | 키노의 여행               | 시구사와 케이이치 | 쿠로보시 코하쿠   | 전격 문고            |
| 6    | 토라도라!                 | 타케미야 유유코   | 야스              | 전격 문고            |
| 7    | 종말의 크로니클           | 카와카미 미노루   | 사도야스          | 전격 문고            |
| 8    | 문학소녀 시리즈           | 노무라 미즈키     | 타케오카 미호     | 패미통 문고          |
| 9    | 하늘의 종이 울리는 별에서 | 와타세 소이치로   | 이와사키 미나코   | 전격 문고            |
| 9    | 어느 날 폭탄이 떨어져서   | 후루하시 히데유키 | 히가 유카리       | 전격 문고            |
| 11   | 작안의 샤나               | 타카하시 야시치로 | 이토 노이지       | 전격 문고            |
| 12   | 제로의 사역마             | 야마구치 노보루   | 우사츠카 에이지   | MF문고J              |
| 13   | Black Blood Brothers      | 아자노 코우헤이   | 쿠사카 유우야     | 후지미 판타지아 문고 |
| 14   | 어떤 마술의 금서목록      | 카마치 카즈마     | 하이무라 키요타카 | 전격 문고            |
| 15   | 듀라라라!!                | 나리타 료우고     | 야스다 스즈히토   | 전격 문고            |

### 2008년
| 순위 | 작품명 혹은 시리즈명   | 저자              | 일러스트레이터    | 레이블               |
| ---- | ---------------------- | ----------------- | ----------------- | -------------------- |
| 1    | 풀 메탈 패닉!          | 가토 쇼우지       | 시키 도우지       | 후지미 판타지아 문고 |
| 2    | 스즈미야 하루히 시리즈 | 타니가와 나가루   | 이토 노이지       | 가도카와 스니커 문고 |
| 3    | 문학소녀 시리즈        | 노무라 미즈키     | 타케오카 미호     | 패미통 문고          |
| 4    | 토라도라!              | 타케미야 유유코   | 야스              | 전격 문고            |
| 5    | 늑대와 향신료          | 하세쿠라 이스나   | 아야쿠라 쥬우     | 전격 문고            |
| 6    | 키노의 여행            | 시구사와 케이이치 | 쿠로보시 코하쿠   | 전격 문고            |
| 7    | 부엉이와 밤의 왕       | 코교쿠 이즈키     | 이소노 히로오     | 전격 문고            |
| 8    | 바보와 시험과 소환수   | 이노우에 켄지     | 하가 유이         | 패미통 문고          |
| 9    | 황혼색의 명영사        | 사자네 케이       | 타케오카 미호     | 후지미 판타지아 문고 |
| 10   | 작안의 샤나            | 타카하시 야시치로 | 이토 노이지       | 전격 문고            |
| 11   | 이야기 시리즈          | 니시오 이신       | VOFAN             | 코단샤 BOX           |
| 12   | 제로의 사역마          | 야마구치 노보루   | 우사츠카 에이지   | MF문고J              |
| 13   | 바카노!                | 나리타 료우고     | 에나미 카츠미     | 전격 문고            |
| 14   | 무시우타               | 이와이 쿄헤이     | LLO               | 카도카와 스니커 문고 |
| 15   | 어떤 마술의 금서목록   | 카마치 카즈마     | 하이무라 키요타카 | 전격 문고            |

### 2009년
| 순위 | 작품명 혹은 시리즈명            | 저자              | 일러스트레이터    | 레이블               |
| ---- | ------------------------------- | ----------------- | ----------------- | -------------------- |
| 1    | 문학소녀 시리즈                 | 노무라 미즈키     | 타케오카 미호     | 패미통 문고          |
| 2    | 토라도라!                       | 타케미야 유유코   | 야스              | 전격 문고            |
| 3    | 바보와 시험과 소환수            | 이노우에 켄지     | 하가 유이         | 패미통 문고          |
| 4    | 어떤 마술의 금서목록            | 카마치 카즈마     | 하이무라 키요타카 | 전격 문고            |
| 5    | 늑대와 향신료                   | 하세쿠라 이스나   | 아야쿠라 쥬우     | 전격 문고            |
| 6    | 이야기 시리즈                   | 니시오 이신       | VOFAN             | 코단샤 BOX           |
| 7    | 헤키요 고교 학생회 의사록       | 아오이 세키나     | 이누가미 키라     | 후지미 판타지아 문고 |
| 8    | 풀 메탈 패닉!                   | 가토 쇼우지       | 시키 도우지       | 후지미 판타지아 문고 |
| 9    | 거짓말쟁이 미 군과 고장 난 마짱 | 이루마 히토마     | 히다리            | 전격 문고            |
| 10   | 어느 비공사에 대한 추억         | 이누무라 코로쿠   | 모리사와 하루유키 | 가가가 문고          |
| 11   | 황혼색의 명영사                 | 사자네 케이       | 타케오카 미호     | 후지미 판타지아 문고 |
| 12   | 키노의 여행                     | 시구사와 케이이치 | 쿠로보시 코하쿠   | 전격 문고            |
| 13   | 제로의 사역마                   | 야마구치 노보루   | 우사츠카 에이지   | MF문고J              |
| 14   | AURA                            | 타나카 로미오     | mebae             | 가가가 문고          |
| 15   | 경계선상의 호라이즌             | 카와카미 미노루   | 사도야스          | 전격 문고            |

### 2010년
| 순위 | 작품명 혹은 시리즈명                | 저자            | 일러스트레이터    | 레이블               |
| ---- | ----------------------------------- | --------------- | ----------------- | -------------------- |
| 1    | 바보와 시험과 소환수                | 이노우에 켄지   | 하가 유이         | 패미통 문고          |
| 2    | 이야기 시리즈                       | 니시오 이신     | VOFAN             | 코단샤 BOX           |
| 3    | 문학소녀 시리즈                     | 노무라 미즈키   | 타케오카 미호     | 패미통 문고          |
| 4    | 토라도라!                           | 타케미야 유유코 | 야스              | 전격 문고            |
| 5    | 헤키요 고교 학생회 의사록           | 아오이 세키나   | 이누가미 키라     | 후지미 판타지아 문고 |
| 6    | 황혼색의 명영사                     | 사자네 케이     | 타케오카 미호     | 후지미 판타지아 문고 |
| 7    | 거짓말쟁이 미 군과 고장 난 마짱     | 이루마 히토마   | 히다리            | 전격 문고            |
| 8    | 도시락 전쟁                         | 아사우라        | 시바노 카이토     | 슈퍼 대시 문고       |
| 9    | 어떤 마술의 금서목록                | 카마치 카즈마   | 하이무라 키요타카 | 전격 문고            |
| 10   | 창궁의 카르마                       | 타치바나 코우시 | 모리사와 하루유키 | 후지미 판타지아 문고 |
| 11   | 안녕 피아노 소나타                  | 스기이 히카루   | 우에다 료         | 전격 문고            |
| 12   | 내 여동생이 이렇게 귀여울 리가 없어 | 후시미 츠카사   | 칸자키 히로       | 전격 문고            |
| 13   | 하느님의 메모장                     | 스기이 히카루   | 키시다 메루       | 전격 문고            |
| 14   | 소드 아트 온라인                    | 카와하라 레키   | abec              | 전격 문고            |
| 15   | 로큐브!                             | 아오야마 시구   | 팅클              | 전격 문고            |

### 2011년
| 순위 | 작품명 혹은 시리즈명                | 저자          | 일러스트레이터    | 레이블               |
| ---- | ----------------------------------- | ------------- | ----------------- | -------------------- |
| 1    | 어떤 마술의 금서목록                | 카마치 카즈마 | 하이무라 키요타카 | 전격 문고            |
| 2    | 나는 친구가 적다                    | 히라사카 요미 | 브리키            | MF문고J              |
| 3    | 바보와 시험과 소환수                | 이노우에 켄지 | 하가 유이         | 패미통 문고          |
| 4    | 소드 아트 온라인                    | 카와하라 레키 | abec              | 전격 문고            |
| 5    | 도시락 전쟁                         | 아사우라      | 시바노 카이토     | 슈퍼 대시 문고       |
| 6    | 문학소녀 시리즈                     | 노무라 미즈키 | 타케오카 미호     | 패미통 문고          |
| 7    | 헤키요 고교 학생회 의사록           | 아오이 세키나 | 이누가미 키라     | 후지미 판타지아 문고 |
| 8    | 내 여동생이 이렇게 귀여울 리가 없어 | 후시미 츠카사 | 칸자키 히로       | 전격 문고            |
| 9    | 듀라라라!!                          | 나리타 료우고 | 야스다 스즈히토   | 전격 문고            |
| 10   | 하느님의 메모장                     | 스기이 히카루 | 키시다 메루       | 전격 문고            |
| 11   | 풀 메탈 패닉                        | 가토 쇼우지   | 시키 도우지       | 후지미 판타지아 문고 |
| 12   | 이야기 시리즈                       | 니시오 이신   | VOFAN             | 코단샤 BOX           |
| 13   | 전파녀와 청춘남                     | 이루마 히토마 | 브리키            | 전격 문고            |
| 14   | 하트 커넥트                         | 안다 사다나츠 | 시로미자카나      | 패미통 문고          |
| 15   | 거짓말쟁이 미 군과 고장 난 마짱     | 이루마 히토마 | 히다리            | 전격 문고            |

### 2012년
| 순위 | 작품명 혹은 시리즈명                | 저자            | 일러스트레이터    | 레이블               |
| ---- | ----------------------------------- | --------------- | ----------------- | -------------------- |
| 1    | 소드 아트 온라인                    | 카와하라 레키   | abec              | 전격 문고            |
| 2    | 어떤 마술의 금서목록                | 카마치 카즈마   | 하이무라 키요타카 | 전격 문고            |
| 3    | 도시락 전쟁                         | 아사우라        | 시바노 카이토     | 슈퍼 대시 문고       |
| 4    | 원환소녀                            | 하세 사토시     | 미유              | 가도카와 스니커 문고 |
| 5    | 바보와 시험과 소환수                | 이노우에 켄지   | 하가 유이         | 패미통 문고          |
| 6    | 나는 친구가 적다                    | 히라사카 요미   | 브리키            | MF문고J              |
| 7    | 오컬트 로직                         | 니메구치 츠카사 | 마고마고          | 가도카와 스니커 문고 |
| 8    | 스즈미야 하루히 시리즈              | 타니가와 나가루 | 이토 노이지       | 가도카와 스니커 문고 |
| 9    | 아이돌 라이징!                      | 히라사와 사카키 | CuteG             | 전격 문고            |
| 10   | 비오는 날의 아이리스                | 마츠야마 타케시 | 히라세토          | 전격 문고            |
| 11   | 내 여동생이 이렇게 귀여울 리가 없어 | 후시미 츠카사   | 칸자키 히로       | 전격 문고            |
| 12   | 하트 커넥트                         | 안다 사다나츠   | 시로미자카나      | 패미통 문고          |
| 13   | 신메카이 로드그래스                 | 히가 토모야스   | 스바치            | MF문고J              |
| 14   | 하느님의 메모장                     | 스기이 히카루   | 키시다 메루       | 전격 문고            |
| 15   | 역시 내 청춘 러브코메디는 잘못됐다  | 와타리 와타루   | 퐁칸⑧             | 가가가 문고          |

### 2013년
| 순위 | 작품명 혹은 시리즈명                | 저자            | 일러스트레이터    | 레이블               |
| ---- | ----------------------------------- | --------------- | ----------------- | -------------------- |
| 1    | 소드 아트 온라인                    | 카와하라 레키   | abec              | 전격 문고            |
| 2    | 어떤 마술의 금서목록                | 카마치 카즈마   | 하이무라 키요타카 | 전격 문고            |
| 3    | 육화의 용사                         | 야마가타 이시오 | 미야기(테루이)    | 슈퍼 대시 문고       |
| 4    | 바보와 시험과 소환수                | 이노우에 켄지   | 하가 유이         | 패미통 문고          |
| 5    | 내 여동생이 이렇게 귀여울 리가 없어 | 후시미 츠카사   | 칸자키 히로       | 전격 문고            |
| 6    | 역시 내 청춘 러브코메디는 잘못됐다  | 와타리 와타루   | 퐁칸⑧             | 가가가 문고          |
| 7    | 듀라라라!                           | 나리타 료우고   | 야스다 스즈히토   | 전격 문고            |
| 8    | 시노노메 유우코 시리즈              | 모리하시 빙고   | Nardack           | 패미통 문고          |
| 9    | 사쿠라다 리셋                       | 코우노 유타카   | 시이나 유우       | 가도카와 스니커 문고 |
| 10   | 경계선상의 호라이즌                 | 카와카미 미노루 | 사도야스          | 전격 문고            |
| 11   | 액셀 월드                           | 카와하라 레키   | HIMA              | 전격 문고            |
| 12   | 마법과고교의 열등생                 | 사토 츠토무     | 이시다 카나       | 전격 문고            |
| 13   | 천경의 알데라민                     | 우노 보쿠토     | 산바 소우         | 전격 문고            |
| 14   | 도시락 전쟁                         | 아사우라        | 시바노 카이토     | 슈퍼 대시 문고       |
| 15   | 하트 커넥트                         | 안다 사다나츠   | 시로미자카나      | 패미통 문고          |

### 2014년
| 순위 | 작품명 혹은 시리즈명                  | 저자            | 일러스트레이터    | 레이블               |
| ---- | ------------------------------------- | --------------- | ----------------- | -------------------- |
| 1    | 역시 내 청춘 러브코메디는 잘못됐다    | 와타리 와타루   | 퐁칸⑧             | 가가가 문고          |
| 2    | 태엽 감는 정령전기 천경의 알데라민    | 우노 보쿠토     | 산바 소우         | 전격 문고            |
| 3    | 어떤 마술의 금서목록                  | 카마치 카즈마   | 하이무라 키요타카 | 전격 문고            |
| 4    | 던전에서 만남을 추구하면 안 되는 걸까 | 오모리 후지노   | 야스다 스즈히토   | GA 문고              |
| 5    | 소드 아트 온라인                      | 카와하라 레키   | abec              | 전격 문고            |
| 6    | 알바 뛰는 마왕님!                     | 와가하라 사토시 | 029               | 전격 문고            |
| 7    | 도쿄 레이븐스                         | 아자노 코우헤이 | 스미헤이          | 후지미 판타지아 문고 |
| 8    | 육화의 용사                           | 야마가타 이시오 | 미야기(테루이)    | 슈퍼 대시 문고       |
| 9    | 내 여동생이 이렇게 귀여울 리가 없어   | 후시미 츠카사   | 칸자키 히로       | 전격 문고            |
| 10   | 노 게임 노 라이프                     | 카미야 유우     | 카미야 유우       | MF문고J              |

### 2015년
| 순위 | 작품명 혹은 시리즈명                                                                                         | 저자              | 일러스트레이터     | 레이블               |
| ---- | --- | ----------------- | ------------------ | -------------------- |
| 1    | 역시 내 청춘 러브코메디는 잘못됐다                                                                           | 와타리 와타루     | 퐁칸⑧              | 가가가 문고          |
| 2    | 소드 아트 온라인                                                                                             | 카와하라 레키     | abec               | 전격 문고            |
| 3    | 노 게임 노 라이프                                                                                            | 카미야 유우       | 카미야 유우        | MF문고J              |
| 4    | 어떤 마술의 금서목록                                                                                         | 카마치 카즈마     | 하이무라 키요타카  | 전격 문고            |
| 5    | 후궁 낙원 고교 하렘 리그 베이스볼                                                                            | 이시카와 히로시   | wingheart          | 슈퍼 대쉬 문고       |
| 6    | 절심해의 솔라리스                                                                                            | 라키루치          | 아사기리           | MF문고J              |
| 7    | 이스케이프 스피드                                                                                            | 오카 노조무       | 긴                 | 전격 문고            |
| 8    | 어느 비공사에 대한 서약                                                                                      | 이누무라 코노쿠   | 모리사와 하루유키  | 가가가 문고          |
| 9    | 이 사랑과, 그 미래                                                                                           | 모리하시 빙고     | Nardack            | 패미통 문고          |
| 10   | 천경의 알데라민                                                                                              | 우노 보쿠토       | 산바 소우/류우테츠 | 전격문고             |
| 11   | 던전에서 만남을 추구하면 안 되는 걸까                                                                        | 오모리 후지노     | 야스다 스즈히토    | GA문고               |
| 12   | 금빛 콰르텟!                                                                                                 | 유호 니이무       | DS마일             | 오버랩문고           |
| 13   | 마법과고교의 열등생                                                                                          | 사토 츠토무       | 이시다 카나        | 전격 문고            |
| 14   | 시원찮은 그녀를 위한 육성방법                                                                                | 마루토 후미아키   | 미사키 쿠레히토    | 후지미 판타지아 문고 |
| 15   | 남자 고교생에 인기 라이트 노벨 작가를 하고 있지만 연하의 클래스메이트에 성우인 여자아이에게 목이 졸리고 있다 | 시구사와 케이이치 | 쿠로보시 코하쿠    | 전격문고             |

## 역대 여성 캐릭터 부분 랭킹 TOP10

### 2005년
| 순위 | 캐릭터명           | 작품명 혹은 시리즈명   |
| ---- | ------------------ | ---------------------- |
| 1    | 미츠카이 도쿠로    | 박살천사 도쿠로        |
| 2    | 요미코 리드맨      | R.O.D                  |
| 3    | 나가토 유키        | 스즈미야 하루히 시리즈 |
| 4    | 스즈미야 하루히    | 스즈미야 하루히 시리즈 |
| 5    | 앨리슨 위팅턴      | 앨리슨                 |
| 6    | 사쿠라노 타즈사    | 은반 카레이도스코프    |
| 7    | 카라스미           | 나나히메               |
| 8    | 빅토리카 드 블루아 | GOSICK                 |
| 9    | 샤나               | 작안의 샤나            |
| 10   | 다나티아           | 낙원의 마녀들          |

### 2006년
| 순위 | 캐릭터명           | 작품명 혹은 시리즈명    |
| ---- | ------------------ | ----------------------- |
| 1    | 키노               | 키노의 여행             |
| 2    | 나가토 유키        | 스즈미야 하루히 시리즈  |
| 3    | 빅토리카 드 블루아 | GOSICK                  |
| 4    | 스즈미야 하루히    | 스즈미야 하루히 시리즈  |
| 5    | 샤나               | 작안의 샤나             |
| 6    | 아키바 리카        | 반쪽 달이 떠오르는 하늘 |
| 7    | 소마 히로카        | 우리들의 타무라         |
| 8    | 토가노 요미코      | Missing                 |
| 9    | 사카자키 카호      | 알기 쉬운 현대마법      |
| 10   | 간큐 에구리코      | 벌레와 눈알 시리즈      |

### 2007년
| 순위 | 캐릭터명           | 작품명 혹은 시리즈명    |
| ---- | ------------------ | ----------------------- |
| 1    | 호로               | 늑대와 향신료           |
| 2    | 나가토 유키        | 스즈미야 하루히 시리즈  |
| 3    | 스즈미야 하루히    | 스즈미야 하루히 시리즈  |
| 4    | 아마노 토오코      | 문학소녀 시리즈         |
| 5    | 키노               | 키노의 여행             |
| 6    | 아이사카 타이가    | 토라도라!               |
| 7    | 아키바 리카        | 반쪽 달이 떠오르는 하늘 |
| 8    | 빅토리카 드 블루아 | GOSICK                  |
| 9    | 샤나               | 작안의 샤나             |
| 10   | 루이즈             | 제로의 사역마           |

### 2008년
| 순위 | 캐릭터명          | 작품명 혹은 시리즈명   |
| ---- | ----------------- | ---------------------- |
| 1    | 스즈미야 하루히   | 스즈미야 하루히 시리즈 |
| 2    | 아마노 토오코     | 문학소녀 시리즈        |
| 3    | 나가토 유키       | 스즈미야 하루히 시리즈 |
| 4    | 호로              | 늑대와 향신료          |
| 5    | 치도리 카나메     | 풀 메탈 패닉!          |
| 6    | 키노              | 키노의 여행            |
| 7    | 센조가하라 히타기 | 바케모노가타리         |
| 8    | 고토부키 나나세   | 문학소녀 시리즈        |
| 9    | 테레사 테스타롯사 | 풀 메탈 패닉!          |
| 10   | 아이사카 타이가   | 토라도라!              |

### 2009년
| 순위 | 캐릭터명          | 작품명 혹은 시리즈명 |
| ---- | ----------------- | -------------------- |
| 1    | 아마노 토오코     | 문학소녀 시리즈      |
| 2    | 호로              | 늑대와 향신료        |
| 3    | 아이사카 타이가   | 토라도라!            |
| 4    | 고토부키 나나세   | 문학소녀 시리즈      |
| 5    | 미사카 미코토     | 어떤 마술의 금서목록 |
| 6    | 키노              | 키노의 여행          |
| 7    | 센조가하라 히타기 | 바케모노가타리       |
| 8    | 클루엘 소피넷     | 황혼색의 명영사      |
| 9    | 샤나              | 작안의 샤나          |
| 10   | 키노시타 히데요시 | 바보와 시험과 소환수 |

### 2010년
| 순위 | 캐릭터명          | 작품명 혹은 시리즈명 |
| ---- | ----------------- | -------------------- |
| 1    | 미사카 미코토     | 어떤 마술의 금서목록 |
| 2    | 아마노 토오코     | 문학소녀 시리즈      |
| 3    | 고토부키 나나세   | 문학소녀 시리즈      |
| 4    | 센조가하라 히타기 | 바케모노가타리       |
| 5    | 아이사카 타이가   | 토라도라!            |
| 6    | 타카사키 카루마   | 창궁의 카르마        |
| 7    | 키노시타 히데요시 | 바보와 시험과 소환수 |
| 8    | 키노              | 키노의 여행          |
| 9    | 클루엘 소피넷     | 황혼색의 명영사      |
| 10   | 호로              | 늑대와 향신료        |

### 2011년
| 순위 | 캐릭터명          | 작품명 혹은 시리즈명 |
| ---- | ----------------- | -------------------- |
| 1    | 미사카 미코토     | 어떤 마술의 금서목록 |
| 2    | 앨리스            | 하느님의 메모장      |
| 3    | 인덱스            | 어떤 마술의 금서목록 |
| 4    | 카시와자키 세나   | 나는 친구가 적다     |
| 5    | 아마노 토오코     | 문학소녀 시리즈      |
| 6    | 아스나            | 소드 아트 온라인     |
| 7    | 이츠와            | 어떤 마술의 금서목록 |
| 8    | 센조가하라 히타기 | 바케모노가타리       |
| 9    | 토와 에리오       | 전파녀와 청춘남      |
| 10   | 고토부키 나나세   | 문학소녀 시리즈      |

### 2012년
| 순위 | 캐릭터명          | 작품명 혹은 시리즈명                |
| ---- | ----------------- | ----------------------------------- |
| 1    | 미사카 미코토     | 어떤 마술의 금서목록                |
| 2    | 아스나            | 소드 아트 온라인                    |
| 3    | 카시와자키 세나   | 나는 친구가 적다                    |
| 4    | 쿠로네코          | 내 여동생이 이렇게 귀여울 리가 없어 |
| 5    | 앨리스            | 하느님의 메모장                     |
| 6    | 이나바 히메코     | 하트 커넥트                         |
| 7    | 센조가하라 히타기 | 바케모노가타리                      |
| 8    | 코우사카 키리노   | 내 여동생이 이렇게 귀여울 리가 없어 |
| 9    | 스즈미야 하루히   | 스즈미야 하루히 시리즈              |
| 10   | 미카즈키 요조라   | 나는 친구가 적다                    |

### 2013년
| 순위 | 캐릭터명          | 작품명 혹은 시리즈명                |
| ---- | ----------------- | ----------------------------------- |
| 1    | 미사카 미코토     | 어떤 마술의 금서목록                |
| 2    | 아스나            | 소드 아트 온라인                    |
| 3    | 이나바 히메코     | 하트 커넥트                         |
| 4    | 흑설공주          | 액셀 월드                           |
| 5    | 카시와자키 세나   | 나는 친구가 적다                    |
| 6    | 쿠로네코          | 내 여동생이 이렇게 귀여울 리가 없어 |
| 7    | 시논              | 소드 아트 온라인                    |
| 8    | 유키노시타 유키노 | 역시 내 청춘 러브코메디는 잘못됐다  |
| 9    | 코우사카 키리노   | 내 여동생이 이렇게 귀여울 리가 없어 |
| 10   | 미카즈키 요조라   | 나는 친구가 적다                    |

### 2014년
| 순위 | 캐릭터명          | 작품명 혹은 시리즈명                |
| ---- | ----------------- | ----------------------------------- |
| 1    | 미사카 미코토     | 어떤 마술의 금서목록                |
| 2    | 유키노시타 유키노 | 역시 내 청춘 러브코메디는 잘못됐다  |
| 3    | 아스나            | 소드 아트 온라인                    |
| 4    | 유이가하마 유이   | 역시 내 청춘 러브코메디는 잘못됐다  |
| 5    | 인덱스            | 어떤 마술의 금서목록                |
| 6    | 코우사카 키리노   | 내 여동생이 이렇게 귀여울 리가 없어 |
| 7    | 아라가키 아야세   | 내 여동생이 이렇게 귀여울 리가 없어 |
| 8    | 시논              | 소드 아트 온라인                    |
| 9    | 시바 미유키       | 마법과고교의 열등생                 |
| 10   | 미카즈키 요조라   | 나는 친구가 적다                    |

### 2015년
| 순위 | 캐릭터명          | 작품명 혹은 시리즈명               |
| ---- | ----------------- | ---------------------------------- |
| 1    | 유키노시타 유키노 | 역시 내 청춘 러브코메디는 잘못됐다 |
| 2    | 미사카 미코토     | 어떤 마술의 금서목록               |
| 3    | 유이가하마 유이   | 역시 내 청춘 러브코메디는 잘못됐다 |
| 4    | 아스나            | 소드 아트 온라인                   |
| 5    | 오티누스          | 어떤 마술의 금서목록               |
| 6    | 인덱스            | 어떤 마술의 금서목록               |
| 7    | 시논              | 소드 아트 온라인                   |
| 8    | 히키가야 코마치   | 역시 내 청춘 러브코메디는 잘못됐다 |
| 9    | 쇼쿠호우 미사키   | 어떤 마술의 금서목록               |
| 10   | 시로              | 노 게임·노 라이프                  |

### 2016년
| 순위 | 캐릭터명          | 작품명 혹은 시리즈명               |
| ---- | ----------------- | ---------------------------------- |
| 1    | 미사카 미코토     | 어떤 마술의 금서목록               |
| 2    | 유키노시타 유키노 | 역시 내 청춘 러브코메디는 잘못됐다 |
| 3    | 잇시키 이로하     | 역시 내 청춘 러브코메디는 잘못됐다 |
| 4    | 유이가하마 유이   | 역시 내 청춘 러브코메디는 잘못됐다 |
| 4    | 아스나            | 소드 아트 온라인                   |
| 6    | 카토 메구미       | 시원찮은 그녀를 위한 육성방법      |
| 7    | 시로              | 노 게임·노 라이프                  |
| 8    | 시바 미유키       | 마법과고교의 열등생                |
| 9    | 오티누스          | 어떤 마술의 금서목록               |
| 10   | 인덱스            | 어떤 마술의 금서목록               |

### 2017년
| 순위 | 캐릭터명          | 작품명 혹은 시리즈명               |
| ---- | ----------------- | ---------------------------------- |
| 1    | 미사카 미코토     | 어떤 마술의 금서목록               |
| 2    | 렘                | Re:제로부터 시작하는 이세계 생활   |
| 3    | 메구밍            | 이 멋진 세계에 축복을!             |
| 4    | 유키노시타 유키노 | 역시 내 청춘 러브코메디는 잘못됐다 |
| 4    | 아스나            | 소드 아트 온라인                   |
| 6    | 카토 메구미       | 시원찮은 그녀를 위한 육성방법      |
| 7    | 하얀 여왕         | [[미답소환://블러드 사인]]         |
| 8    | 에밀리아          | Re:제로부터 시작하는 이세계 생활   |
| 9    | 인덱스            | 어떤 마술의 금서목록               |
| 10   | 오티누스          | 어떤 마술의 금서목록               |

### 2018년
| 순위 | 캐릭터명          | 작품명 혹은 시리즈명               |
| ---- | ----------------- | ---------------------------------- |
| 1    | 미사카 미코토     | 어떤 마술의 금서목록               |
| 2    | 마인              | 책벌레의 하극상                    |
| 3    | 아스나            | 소드 아트 온라인                   |
| 4    | 사쿠라지마 마이   | 청춘 돼지 시리즈                   |
| 5    | 카토 메구미       | 시원찮은 그녀를 위한 육성방법      |
| 6    | 유키노시타 유키노 | 역시 내 청춘 러브코메디는 잘못됐다 |
| 7    | 유이가하마 유이   | 역시 내 청춘 러브코메디는 잘못됐다 |
| 8    | 렘                | Re:제로부터 시작하는 이세계 생활   |
| 9    | 잇시키 이로하     | 역시 내 청춘 러브코메디는 잘못됐다 |
| 10   | 오티누스          | 어떤 마술의 금서목록               |

## 역대 남성 캐릭터 부분 랭킹 TOP10

### 2005년
| 순위 | 캐릭터명        | 작품명 혹은 시리즈명      |
| ---- | --------------- | ------------------------- |
| 1    | 이짱            | 헛소리 시리즈             |
| 2    | 사가라 소스케   | 풀 메탈 패닉!             |
| 3    | 사야마 미코토   | 종말의 크로니클           |
| 4    | 오펜            | 마술사 오펜               |
| 5    | 리 마이사카     | 비트의 디시플린           |
| 6    | 모노노베 케이   | D크랙커즈                 |
| 7    | 에리온          | 하모나이저·에리온         |
| 8    | 마이드 B.가나쉬 | 데타마카                  |
| 9    | 폴리오          | 하늘의 종이 울리는 별에서 |
| 10   | 기시다 박사     | ARIEL                     |

### 2006년
| 순위 | 캐릭터명           | 작품명 혹은 시리즈명      |
| ---- | ------------------ | ------------------------- |
| 1    | 이짱               | 헛소리 시리즈             |
| 2    | 사야마 미코토      | 종말의 크로니클           |
| 3    | 가유스 레비나 소렐 | 그러나 죄인은 용과 춤춘다 |
| 4    | 사가라 소스케      | 풀 메탈 패닉!             |
| 5    | 헤이와지마 시즈오  | 듀라라라!!                |
| 6    | 제로자키 히토시키  | 헛소리 시리즈             |
| 7    | 시부야 유리        | 마루마 시리즈             |
| 8    | 아벨 나이트로드    | 트리니티 블러드           |
| 9    | 웰러 경 콘라트     | 마루마 시리즈             |
| 10   | 쿠스리야 다이스케  | 무시우타                  |

### 2007년
| 순위 | 캐릭터명           | 작품명 혹은 시리즈명      |
| ---- | ------------------ | ------------------------- |
| 1    | 사야마 미코토      | 종말의 크로니클           |
| 2    | 이짱               | 헛소리 시리즈             |
| 3    | 제로자키 히토시키  | 헛소리 시리즈             |
| 4    | 헤이와지마 시즈오  | 듀라라라!!                |
| 5    | 사가라 소스케      | 풀 메탈 패닉!             |
| 6    | 쿈                 | 스즈미야 하루히 시리즈    |
| 7    | 가유스 레비나 소렐 | 그러나 죄인은 용과 춤춘다 |
| 8    | 오리하나 이자야    | 듀라라라!!                |
| 9    | 카미조 토우마      | 어떤 마술의 금서목록      |
| 10   | 쿠스리야 다이스케  | 무시우타                  |

### 2008년
| 순위 | 캐릭터명          | 작품명 혹은 시리즈명   |
| ---- | ----------------- | ---------------------- |
| 1    | 사가라 소스케     | 풀 메탈 패닉!          |
| 2    | 쿈                | 스즈미야 하루히 시리즈 |
| 3    | 카미조 토우마     | 어떤 마술의 금서목록   |
| 4    | 키노시타 히데요시 | 바보와 시험과 소환수   |
| 5    | 타카스 류지       | 토라도라!              |
| 6    | 쿠스리야 다이스케 | 무시우타               |
| 7    | 이노우에 코노하   | 문학소녀 시리즈        |
| 8    | 히라가 사이토     | 제로의 사역마          |
| 9    | 크래프트 로렌스   | 늑대와 향신료          |
| 10   | 쿠르츠 웨버       | 풀 메탈 패닉!          |

### 2009년
| 순위 | 캐릭터명          | 작품명 혹은 시리즈명            |
| ---- | ----------------- | ------------------------------- |
| 1    | 키노시타 히데요시 | 바보와 시험과 소환수            |
| 2    | 타카스 류지       | 토라도라!                       |
| 3    | 카미조 토우마     | 어떤 마술의 금서목록            |
| 4    | 사가라 소스케     | 풀 메탈 패닉!                   |
| 5    | 이노우에 코노하   | 문학소녀 시리즈                 |
| 6    | 아라라기 코요미   | 바케모노가타리                  |
| 7    | 미 군             | 거짓말쟁이 미 군과 고장 난 마짱 |
| 8    | 요시이 아키히사   | 바보와 시험과 소환수            |
| 9    | 크래프트 로렌스   | 늑대와 향신료                   |
| 10   | 스기사키 켄       | 학생회의 일존                   |

### 2010년
| 순위 | 캐릭터명          | 작품명 혹은 시리즈명            |
| ---- | ----------------- | ------------------------------- |
| 1    | 키노시타 히데요시 | 바보와 시험과 소환수            |
| 2    | 아라라기 코요미   | 바케모노가타리                  |
| 3    | 카미조 토우마     | 어떤 마술의 금서목록            |
| 4    | 미 군             | 거짓말쟁이 미 군과 소장 난 마짱 |
| 5    | 스기사키 켄       | 학생회의 일존                   |
| 6    | 타카스 류지       | 토라도라!                       |
| 7    | 이노우에 코노하   | 문학소녀 시리즈                 |
| 8    | 네이트 예레미아스 | 황혼색의 명영사                 |
| 9    | 카와무라 히데오   | 전투성새 마스라오               |
| 10   | 요시이 아키히사   | 바보와 시험과 소환수            |

### 2011년
| 순위 | 캐릭터명               | 작품명 혹은 시리즈명            |
| ---- | ---------------------- | ------------------------------- |
| 1    | 카미조 토우마          | 어떤 마술의 금서목록            |
| 2    | 액셀러레이터(일방통행) | 어떤 마술의 금서목록            |
| 3    | 키리토                 | 소드 아트 온라인                |
| 4    | 키노시타 히데요시      | 바보와 시험과 소환수            |
| 5    | 사토 요우              | 도시락 전쟁                     |
| 6    | 사가라 소스케          | 풀 메탈 패닉!                   |
| 7    | 아라라기 코요미        | 바케모노가타리                  |
| 8    | 스기사키 켄            | 학생회의 일존                   |
| 9    | 미 군                  | 거짓말쟁이 미 군과 고장 난 마짱 |
| 10   | 헤이와지마 시즈오      | 듀라라라!!                      |

### 2012년
| 순위 | 캐릭터명               | 작품명 혹은 시리즈명                |
| ---- | ---------------------- | ----------------------------------- |
| 1    | 키리토                 | 소드 아트 온라인                    |
| 2    | 카미조 토우마          | 어떤 마술의 금서목록                |
| 3    | 아라라기 코요미        | 바케모노가타리                      |
| 4    | 사토 요우              | 도시락 전쟁                         |
| 5    | 액셀러레이터(일방통행) | 어떤 마술의 금서목록                |
| 6    | 키노시타 히데요시      | 바보와 시험과 소환수                |
| 7    | 코우사카 쿄우스케      | 내 여동생이 이렇게 귀여울 리가 없어 |
| 8    | 쿈                     | 스즈미야 하루히 시리즈              |
| 9    | 요시이 아키히사        | 바보와 시험과 소환수                |
| 10   | 스기사키 켄            | 학생회의 일존                       |

### 2013년
| 순위 | 캐릭터명               | 작품명 혹은 시리즈명                |
| ---- | ---------------------- | ----------------------------------- |
| 1    | 키리토                 | 소드 아트 온라인                    |
| 2    | 카미조 토우마          | 어떤 마술의 금서목록                |
| 3    | 액셀러레이터(일방통행) | 어떤 마술의 금서목록                |
| 4    | 히키가야 하치만        | 역시 내 청춘 러브코메디는 잘못됐다  |
| 5    | 코우사카 쿄우스케      | 내 여동생이 이렇게 귀여울 리가 없어 |
| 6    | 아라라기 코요미        | 바케모노가타리                      |
| 7    | 시바 타츠야            | 마법과 고교의 열등생                |
| 8    | 사토 요우              | 도시락 전쟁                         |
| 9    | 스기사키 켄            | 학생회의 일존                       |
| 10   | 아오이 토리            | 경계선상의 호라이즌                 |

### 2014년
| 순위 | 캐릭터명               | 작품명 혹은 시리즈명                     |
| ---- | ---------------------- | ---------------------------------------- |
| 1    | 히키가야 하치만        | 역시 내 청춘 러브코메디는 잘못됐다       |
| 2    | 카미조 토우마          | 어떤 마술의 금서목록                     |
| 3    | 키리토                 | 소드 아트 온라인                         |
| 4    | 액셀러레이터(일방통행) | 어떤 마술의 금서목록                     |
| 5    | 마오 사다오            | 알바 뛰는 마왕님!                        |
| 6    | 코우사카 쿄우스케      | 내 여동생이 이렇게 귀여울 리가 없어      |
| 7    | 사카마키 이자요이      | 문제아들이 이세계에서 온다는 모양인데요? |
| 8    | 시바 타츠야            | 마법과 고교의 열등생                     |
| 9    | 스기사키 켄            | 학생회의 일존                            |
| 10   | 아카기 코레미츠        | 히카루가 지구에 있었을 무렵              |

### 2015년
| 순위 | 캐릭터명               | 작품명 혹은 시리즈명                  |
| ---- | ---------------------- | ------------------------------------- |
| 1    | 히키가야 하치만        | 역시 내 청춘 러브코메디는 잘못됐다    |
| 2    | 카미조 토우마          | 어떤 마술의 금서목록                  |
| 3    | 키리토                 | 소드 아트 온라인                      |
| 4    | 액셀러레이터(일방통행) | 어떤 마술의 금서목록                  |
| 5    | 시바 타츠야            | 마법과 고교의 열등생                  |
| 6    | 소라                   | 노 게임 노 라이프                     |
| 7    | 사토미 렌타로          | 블랙 불릿                             |
| 8    | 벨 크라넬              | 던전에서 만남을 추구하면 안 되는 걸까 |
| 9    | 토츠카 사이카          | 역시 내 청춘 러브코메디는 잘못됐다    |
| 10   | 이쿠타 소로쿠          | 천경의 알데라민                       |

### 2016년
| 순위 | 캐릭터명               | 작품명 혹은 시리즈명                  |
| ---- | ---------------------- | ------------------------------------- |
| 1    | 히키가야 하치만        | 역시 내 청춘 러브코메디는 잘못됐다    |
| 2    | 키리토                 | 소드 아트 온라인                      |
| 3    | 카미조 토우마          | 어떤 마술의 금서목록                  |
| 4    | 액셀러레이터(일방통행) | 어떤 마술의 금서목록                  |
| 5    | 시바 타츠야            | 마법과 고교의 열등생                  |
| 6    | 소라                   | 노 게임 노 라이프                     |
| 7    | 벨 크라넬              | 던전에서 만남을 추구하면 안 되는 걸까 |
| 8    | 토츠카 사이카          | 역시 내 청춘 러브코메디는 잘못됐다    |
| 9    | 아즈사가와 사쿠타      | 청춘 돼지 시리즈                      |
| 10   | 마오 사다오            | 알바 뛰는 마왕님!                     |

## 역대 일러스트레이터 부분 TOP
| 순위 | 2008년          | 2009년            | 2010년          | 2011년            | 2012년            | 2013년            | 2014년            | 2015년            | 2016년            |
| ---- | --------------- | ----------------- | --------------- | ----------------- | ----------------- | ----------------- | ----------------- | ----------------- | ----------------- |
| 1위  | 이토 노이지     | 타케오카 미호     | 타케호카 미호   | 하이무라 키요타카 | 브리키            | abec              | 하이무라 키요타카 | 퐁칸⑧             | 퐁칸⑧             |
| 2위  | 타케호카 미호   | 이토 노이지       | 이토 노이지     | 브리키            | 하이무라 키요타카 | 브리키            | 퐁칸⑧             | 하이무라 키요타카 | 하이무라 키요타카 |
| 3위  | 쿠로보시 코하쿠 | 야스              | 히다리          | 타케오카 미호     | abec              | 하이무라 키요타카 | abec              | abec              | abec              |
| 4위  | 시키 도우지     | 쿠로보시 코하쿠   | 하가 유이       | 키시다 메루       | 키시다 메루       | 시로미자카나      | 브리키            | 브리키            | 칸토쿠            |
| 5위  | 야스            | 하가 유이         | 키시다 메루     | 히다리            | 칸토쿠            | 칸토쿠            | 칸토쿠            | 우카이 사키       | 미사키 쿠레히토   |
| 6위  | 야마모토 야마토 | 야마모토 야마토   | 브리키          | abec              | 타케호카 미호     | 퐁칸⑧             | 츠나코            | 칸토쿠            | 야스다 스즈히토   |
| 7위  | 타케            | 하이무라 키요타카 | 쿠로보시 코하쿠 | 이토 노이지       | 이토 노이지       | 타케오카 미호     | 타케오카 미호     | 타케오카 미호     | 카미야 유우       |
| 8위  | 쿠라모토 카야   | 히다리            | 이누가미 키라   | 하가 유이         | 시로미자카나      | 키시다 메루       | 칸자키 히로       | 카미야 유우       | 미시마 쿠로네     |
| 9위  | 에나미 카츠미   | 사토야스TENKY     | 우에다 료       | 이누가미 키라     | 칸자키 히로       | 칸자키 히로       | 우카이 사키       | 야스다 스즈히토   | 츠나코            |
| 10위 | 타케다 히나타   | 에나미 카츠미     | 야스            | 야스다 스즈히토   | 히다리            | 코부이치          | 야스다 스즈히토   | 츠나코            | 우카이 사키       |

## 발매 목록
- 이 라이트 노벨이 대단해! 2005 (ISBN 978-4-7966-4388-7 / ISBN 4-7966-4388-5, 2004년 11월 25일 발매)
- 이 라이트 노벨이 대단해! 2006 (ISBN 978-4-7966-5012-0 / ISBN 4-7966-5012-1, 2005년 11월 26일 발매)
- 이 라이트 노벨이 대단해! 2007 (ISBN 978-4-7966-5559-0 / ISBN 4-7966-5559-X, 2006년 11월 22일 발매)
- 이 라이트 노벨이 대단해! 2008 (ISBN 978-4-7966-6140-9, 2007년 11월 22일 발매)
- 이 라이트 노벨이 대단해! 2009 (ISBN 978-4-7966-6695-4, 2008년 11월 22일 발매)
- 이 라이트 노벨이 대단해! 2010 (ISBN 978-4-7966-7490-4, 2009년 11월 21일 발매)
- 이 라이트 노벨이 대단해! 2011 (ISBN 978-4-7966-7963-3, 2010년 11월 19일 발매)
- 이 라이트 노벨이 대단해! 2012 (ISBN 978-4-7966-8716-4, 2011년 11월 19일 발매)
- 이 라이트 노벨이 대단해! 2013 (ISBN 978-4-8002-0357-1, 2012년 11월 19일 발매)
- 이 라이트 노벨이 대단해! 2014 (ISBN 978-4-8002-1954-1, 2013년 11월 20일 발매)
- 이 라이트 노벨이 대단해! 2015 (ISBN 978-4-8002-3373-8, 2014년 11월 21일 발매)
- 이 라이트 노벨이 대단해! 2016 (ISBN 978-4-8002-4766-7, 2015년 11월 21일 발매)

## 같이 보기
- 타카라지마샤